# Princesa Celestia
La Princesa Celestia es un personaje ficticio que aparece en la cuarta encarnación de la línea de juguetes y franquicia de medios My Little Pony de Hasbro, comenzando con My Little Pony: La magia de la amistad (2010-2019). Ella actúa como la gobernante benévola de Equestria y mentora de Twilight Sparkle, la protagonista principal de la serie. Su voz es la de Nicole Oliver.
La princesa Celestia es representada como una alicornio antropomórfica sabia, paciente y protectora; un pegaso con un cuerno de unicornio; que posee la capacidad de volar y usar magia. Como soberana de Equestria, ella es responsable de levantar el sol cada día y ha gobernado durante más de mil años. Se caracteriza por su pelaje blanco prístino, su melena multicolor que fluye como si fuera movida por una brisa constante, su alta estatura en comparación con otros ponis y su atuendo dorado que incluye una corona y un collar adornado. Su cutie mark representa un sol estilizado.
La historia del personaje revela que una vez gobernó junto a su hermana menor, la Princesa Luna, quien controlaba la noche y la luna. Sin embargo, los celos de Luna y su transformación en la malvada Nightmare Moon obligaron a Celestia a desterrarla a la luna durante mil años usando los Elementos de la Armonía, dejando a Celestia para que manejara el día y la noche sola hasta el eventual regreso y redención de Luna.

## Apariciones

### Cuarta encarnación deMy Little Pony: La magia de la amistad(2010-2021)

#### My Little Pony: La magia de la amistad
La Princesa Celestia aparece por primera vez en el estreno de la serie cuando asigna a Twilight Sparkle supervisar la Celebración del Sol de Verano en Ponyville e investigar el regreso profetizado de Nightmare Moon. Cuando Nightmare Moon regresa y sumerge a Equestria en la noche eterna, Celestia desaparece misteriosamente, tras ser capturada por su hermana corrupta. Después de que Twilight y sus amigos derrotan a Nightmare Moon y restauran a la Princesa Luna, Celestia regresa y se reúne alegremente con su hermana.
La serie retrata a Celestia como una figura de reverencia que raya en el culto a una deidad entre los ponis ecuestres. Los ponis frecuentemente usan su nombre como una interjección y un eufemismo (por ejemplo "¡Oh mi Celestia!" y "¡Alabada sea Celestia!"). Los ponis a menudo se inclinan en su presencia, y ella es tratada con extraordinaria deferencia y admiración.
A lo largo de la serie, Celestia actúa como mentora y maestra de Twilight, enviándole tareas de amistad a través de cartas mágicas y brindándole orientación cuando es necesario. Ella personalmente eligió a Twilight como su protegida después de presenciar el potencial mágico de Twilight como potra. Ella preside eventos importantes como la Gran Gala del Galope y los Juegos de Equestria, y ocasionalmente visita Ponyville para verificar el progreso de Twilight. En temporadas posteriores, Celestia prepara gradualmente a Twilight para eventualmente sucederla como gobernante de Equestria, culminando con la coronación de Twilight como princesa en el final de la serie después de que Celestia se retira junto a Luna.

#### My Little Pony: La película
La Princesa Celestia aparece al comienzo de la película preparándose para el Festival de la Amistad en Canterlot junto a la Princesa Luna y la Princesa Cadance. Cuando las fuerzas del Rey Tormenta, lideradas por Tempest Shadow, atacan Canterlot, Celestia intenta defender a sus súbditos pero la magia de Tempest la convierte en piedra. Ella permanece petrificada durante la mayor parte de la película hasta que la derrota del Rey Tormenta libera toda la magia capturada, devolviéndola a ella y a las otras princesas a la normalidad.

#### My Little Pony: Pony Life
La princesa Celestia aparece en la serie derivada My Little Pony: Pony Life con una personalidad diferente, siendo retratada como más distraída y propensa a cometer errores en comparación con su caracterización sabia y serena en La magia de la amistad.

## Desarrollo
El concepto original de la creadora del programa, Lauren Faust, para Celestia era una reina en lugar de una princesa, pero la transformaron en princesa porque Hasbro pensó que "las niñas asumen que las reinas son malvadas [...] y las princesas son buenas", y que "la juventud percibida de una princesa es preferible para los consumidores".
La Familia Real son los ponis de mayor rango en la nación ecuestre. La novela Twilight Sparkle y el hechizo del corazón de cristal establece que las princesas con alas y cuerno son «una raza especial de ponis capaces de aprovechar los poderes mágicos de los unicornios, las habilidades de vuelo de los pegasos y la fuerza de un corazón bueno y sincero de un poni terrestre». Faust afirma que Celestia "encarna los rasgos de los tres [tipos de ponis]".

## Recepción y análisis
El análisis académico ha examinado el papel de la Princesa Celestia dentro del marco mitológico del programa, particularmente su relación con el equilibrio cósmico y los motivos mitológicos clásicos. En el ensayo de 2015 Everypony Has a Story: Revisions of Greco-Roman Mythology in My Little Pony: Friendship is Magic (en español: Everypony Has a Story: Revisiones de la mitología grecorromana en My Little Pony: La Magia de la Amistad), la autora Priscilla Hobbs comparó la dicotomía sol-luna entre Celestia y Luna con conceptos antiguos de dualidad como el yin y el yang. Además, el período de mil años que Celestia mantuvo bajo su control sobre ambos cuerpos celestes, tras el destierro de Luna, ha sido analizado como una alteración del orden cósmico natural. Hobbs escribió que la decisión posterior de Celestia de reformar a Discordia en lugar de simplemente volver a encarcelarlo sugiere una comprensión filosófica del equilibrio, lo que sugiere que las fuerzas opuestas deben coexistir en lugar de ser suprimidas, y conectó los temas con las tradiciones filosóficas clásicas con respecto a la armonía social y cósmica.
Los estudiosos de los medios feministas han analizado el personaje y el título de la Princesa Celestia en el contexto de la representación de género en los medios infantiles. En su artículo My Little Pony, Comunalismo y Política Feminista, el experto en medios Kevin Fletcher escribió que la concepción original de Celestia como "Reina Majestad" se cambió a "Princesa Celestia" debido a las preocupaciones de marketing de Hasbro; los ejecutivos creían que los juguetes de princesas serían más comercializables que los juguetes de reinas. A pesar de este cambio, observaron que la caracterización de Celestia desafía los estereotipos tradicionales de princesa al retratarla como madura, proactiva, de voluntad fuerte y segura de sí misma, gobernando de una manera más como una reina que como una figura de princesa pasiva. Además, la historia de Celestia y Luna sobre el derrocamiento de Discordia fue interpretada como una representación de la resistencia contra el gobierno autocrático. Fletcher también examinó el estatus de Celestia como alicornio dentro de la jerarquía social del programa, destacando su posición entre la élite de clase alta que combina atributos de los tres tipos principales de ponis del programa.
Carly Olsen, escribiendo en Screen Rant, clasificó a la Princesa Celestia como la segunda usuaria de magia más poderosa en La magia de la amistad, con su protegida Twilight Sparkle en primer lugar.

## En la cultura popular

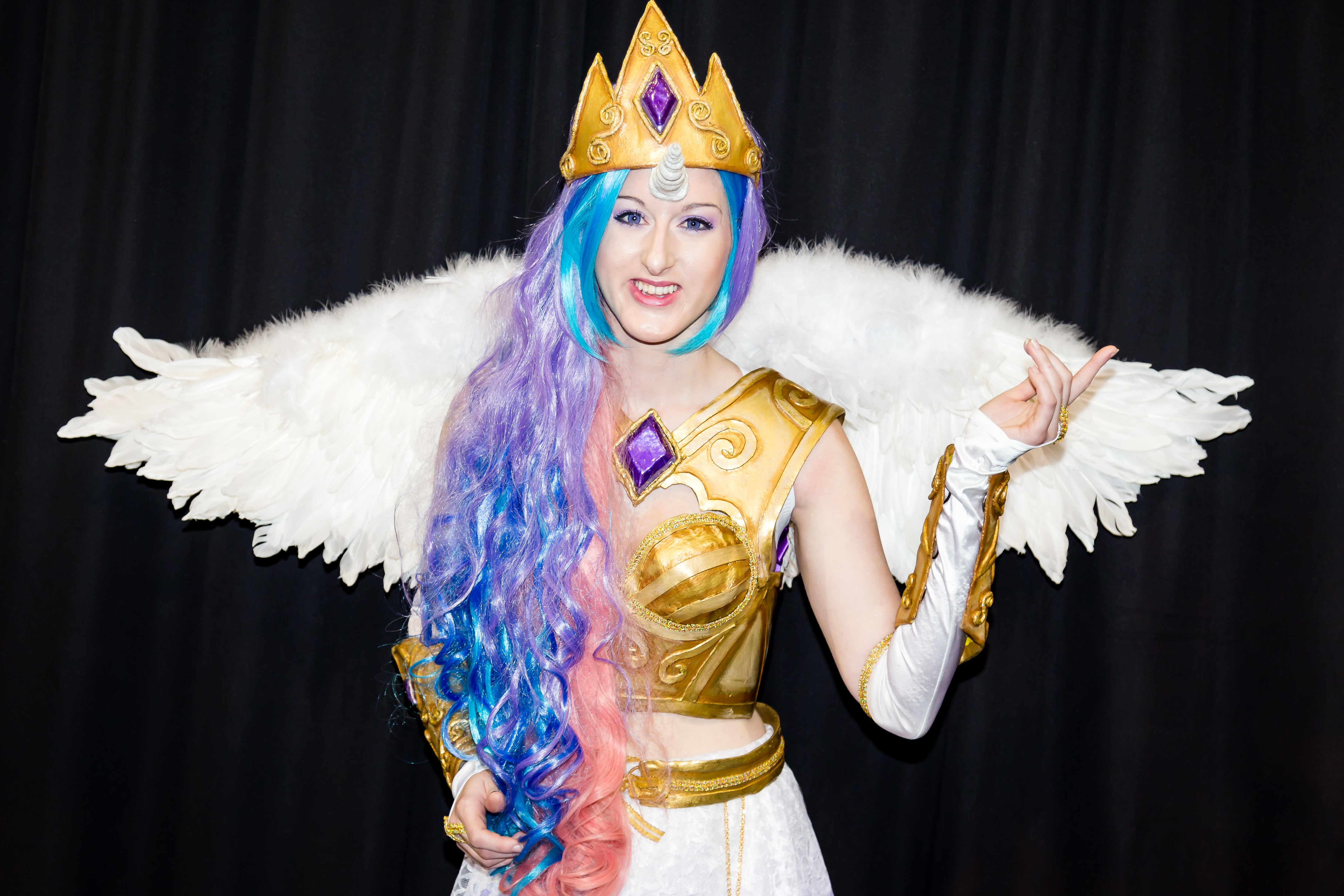
Cosplayer como la Princesa Celestia en 2014.

En un estudio de 2018 sobre el fandom de los brony, "alabar a Celestia" fue mencionado como un ejemplo de jerga brony comúnmente utilizada asociada con los personajes del programa. Celestia aparece junto a la Princesa Luna en la popular serie de YouTube "Two Best Sisters Play", donde son retratadas como jugadoras de videojuegos.
La Princesa Celestia fue la base de un controvertido personaje de parodia conocido como "Princesa Molestia", que apareció en un popular blog de juegos de rol de Tumblr llamado "Ask a" (en español: "Pregúntale a la Princesa Molesia") que operó entre 2011 y 2014. Creada por el artista fandom John Joseco, Molestia era una versión alternativa de Celestia que representaba al personaje como un depredador sexual . El blog fue popular dentro del fandom de los brony, incluso tuvo su propia página de TV Tropes, pero también fue muy controvertido debido a su contenido pornográfico. El blog fue finalmente eliminado en enero de 2014, según se informa debido a quejas por derechos de autor presentadas en Tumblr.